# SM i innebandy damjuniorer 20
SM i innebandy damjuniorer 20 avgjordes genom en grundserie, juniorallsvenskan, och sedan SM-slutspel. Laget som vinner slutspelet blir svenska mästare. Svenska mästare korades från säsongen 1990/1991 och framåt. Efter säsongen 2000/2001 lades mästerskapet ner på grund av för stora kostnader för klubbarna.

## Svenska mästarinnor genom åren
| - 1991 - VK Rasket - 1992 - VK Rasket - 1993 - VK Rasket - 1994 - Boliden IB - 1995 - Boliden IB - 1996 - IBK Lockerud - 1997 - Kristinebergs AIS - 1998 - Kristinebergs AIS - 1999 - Rönnby IBK - 2000 - Rönnby IBK - 2001 - Filipstads IBK |

### Fotnoter
1. ↑  ”SM, juniorer 20”. Svenska innebandyförbundet. Arkiverad från originalet den 27 april 2016. https://web.archive.org/web/20160427033848/http://www.innebandy.se/StatistikHistorik/SM-medaljer-genom-tiderna/SM-juniorer-20/. Läst 16 april 2016.